# Kreisgericht Schlochau
Das Kreisgericht Schlochau war ein preußisches Kreisgericht in der damaligen Provinz Preußen mit Sitz in der Stadt Schlochau.

## Geschichte
In Schlochau in Westpreußen bestand bis 1849 das Land- und Stadtgerichts Schlochau. 1849 wurden in Preußen einheitlich Kreisgerichte geschaffen. Hierbei wurde die Patrimonialgerichtsbarkeit abgeschafft und die Patrimonialgerichte wurden aufgehoben. Es entstand das Königliche Kreisgericht Schlochau im Sprengel des Appellationsgerichts Marienwerder. Es war für den Kreis Schlochau und einen kleinen Teil des Kreises Flatow zuständig.
Für Schwurgerichtssachen war das Kreisgericht Conitz zuständig. Am Gericht waren 1870 ein Direktor und acht Kreisrichter eingesetzt. 1870 betrug die Zahl der Gerichtseingesessenen 60.973. Gerichtskommissionen wurden in Baldenburg, Preußisch Friedland und Hammerstein eingerichtet. Gerichtstage wurden in Bölzig, Landeck und Ossusnitza gehalten.
Im Rahmen der Reichsjustizgesetze wurde das Gerichtswesen in Deutschland 1879 vereinheitlicht. Damit wurde das Kreisgericht Schlochau aufgehoben und das königlich preußische Amtsgericht Schlochau mit Wirkung zum 1. Oktober 1879 als eines von neun Amtsgerichten im Bezirk des Landgerichtes Conitz als Nachfolger gebildet. Auch die Gerichtskommissionen wurden in Amtsgerichte umgewandelt (Amtsgericht Baldenburg, Amtsgericht Preußisch Friedland und Amtsgericht Hammerstein).